# Fernando Sanz y Martínez de Arizala
Fernando Sanz y Martínez de Arizala, més conegut com a Fernand Sanz (Madrid, 28 de febrer de 1881 - Pau, 8 de gener de 1925) va ser un ciclista madrileny de naixement, però nacionalitzat francès que va disputar els Jocs Olímpics de París de 1900 i en els que va guanyar la medalla de plata en la prova d'esprint, per darrere Georges Taillandier i per davant de John Henry Lake. Era fill il·legítim del rei Alfons XII d'Espanya i la contralt valenciana Elena Sanz.